# Ordre de bataille de Guadalcanal
L'ordre de bataille de Guadalcanal est une liste des unités terrestres les plus significatives ayant participé aux combats de la Campagne de Guadalcanal entre le 7 août 1942 et le 9 février 1943

## Les unités japonaises
Le 10 août 1942, la 17e armée de l'Armée impériale japonaise sous les ordres du Lieutenant General Harukichi Hyakutake assuma le commandement des opérations japonaises pour reprendre Guadalcanal. Le général arriva sur l'île pour prendre le commandement opérationnel direct le 10 octobre 1942.
- 17e armée
  - 2e division d'infanterie[1],[Note 1] * Lieutenant-général Masao Maruyama
    - 4e régiment d'infanterie
    - 16e régiment d'infanterie
    - 29e régiment d'infanterie
    - 2e régiment d'artillerie
    - 2e régiment du génie

  - 38e division d'infanterie[1],[Note 2] * Lieutenant-général Tadayoshi Sano
    - 228e régiment d'infanterie
    - 229e régiment d'infanterie
    - Un bataillon d'infanterie anéanti à Buna en Nouvelle-Guinée
    - Deux bataillons d'infanterie (disparus en mer le 14 novembre 1942)
    - 230e régiment d'infanterie
    - 3e bataillon d'infanterie
    - Deux bataillons d'infanterie (disparus en mer le 14 novembre 1942)

  - 20e régiment d'artillerie de montagne
  - 19e régiment du génie
  - 45e bataillon d'artillerie anti-aérienne
  - 2e bataillon d'artillerie anti-char
  - Un escadron de chars
  - Une section de mortiers lourds
  - 38e régiment d'artillerie de montagne[réf. nécessaire]
  - 38e bataillon du génie[réf. nécessaire]
- 35e brigade[1],[Note 3] * Major général Kiyotake Kawaguchi (Détachement Kawaguchi) appartenant organiquement à la 18e division
  - 124e régiment d'infanterie
  - 10e régiment d'artillerie de montagne
  - 19e régiment du génie
  - 37e bataillon d'artillerie anti-aérienne
  - 6e bataillon d'artillerie anti-char
  - Une section de mortiers lourds
- 7e division d'infanterie (Détachement Ichiki)[1]
  - 28e régiment d'infanterie[Note 4] * Colonel Kiyonao Ichiki
  - 7e régiment du génie
- 11e unité de construction[Note 5]
- 13e unité de construction[Note 5]

## Les unités américaines
La force de débarquement américaine sur Guadalcanal était sous le commandement du major-général Alexander Archer Vandegrift. Le 8 décembre 1942 il fut remplacé par le major-général Alexander Patch de l'US Army, qui prit le commandement du XIVe corps le 2 janvier 1943.

### Les unités du Corps des Marines des États-Unis
- 1re division de Marines[1],[Note 6] * Major-général Alexander Vandegrift.
  - Un bataillon d'état-major
  - 1er régiment de Marines
  - 5e régiment de Marines
  - 7e régiment de Marines
  - 11e régiment d'artillerie des Marines
  - 1er bataillon d'assaut amphibie (en)
  - 1er bataillon d'infanterie parachutiste[Note 7]
  - 1er bataillon de chars (en)
  - 1er bataillon de sapeurs
  - 1er bataillon de combat du génie
  - 1er bataillon du génie de l'air
  - 1er bataillon de ballons de barrage
  - 1er bataillon d'armes spéciales
  - 3e bataillon de défense des Marines débarqué le 7 août 1942
  - 1er bataillon de services
  - 1er bataillon médical
  - 1er bataillon commando
  - 2e bataillon commando
- 2e division de Marines[1],[Note 8]
  - 2e régiment de Marines
  - 6e régiment de Marines
  - 8e régiment de Marines (en)
  - 10e régiment de Marines (en)
  - 2e bataillon d'assaut amphibie (en)
  - 9e bataillon de défense des Marines9e BDefense Battalion débarqué en décembre 1942
  - 2e bataillon d'armes spéciales
  - 2e bataillon de chars (en)

### Les unités de l'US Army
- 25e division d'infanterie[1],[Note 9]
  - 27e régiment d'infanterie (États-Unis)
  - 35e régiment d'infanterie
  - 161e régiment d'infanterie (en) (Garde Nationale de Washington)
  - 8e bataillon d'artillerie de campagne
  - 64e bataillon d'artillerie de campagne
  - 89e bataillon d'artillerie de campagne
  - 90e bataillon d'artillerie de campagne
  - 65e bataillon du génie de combat
  - 25e compagnie de soutien (Quartermaster company)
  - 25e compagnie de transmissions
  - 25e bataillon médicale
  - 725e compagnie du matériel (Ordnance company)
- Division Americal (23e division d'infanterie)[1],[Note 10]
  - 132e régiment d'infanterie (en) (Garde Nationale de l'Illinois)
  - 164e régiment d'infanterie (en) (Garde Nationale du Dakota du nord)
  - 182e régiment infanterie (en) (Garde Nationale du Massachusetts)
  - 221e bataillon d'artillerie de campagne
  - 245e bataillon d'artillerie de campagne
  - 246e bataillon d'artillerie de campagne
  - 247e bataillon d'artillerie de campagne
  - 57e bataillon du génie de combat
  - 21e bataillon de reconnaissance
  - 125e compagnie de soutien (Quartermaster company)
  - 26e compagnie de transmissions
  - 721e compagnie du matériel (Ordnance company)
  - 121e bataillon médical
- 147e régiment d'infanterie (Garde Nationale de l'Ohio) détaché auprès de la division Americal[1],[Note 11]
- 97e bataillon d'artillerie de campagne [réf. nécessaire]
- 214e régiment d'artillerie côtière (en) [réf. nécessaire]
- 244e régiment d'artillerie côtière [réf. nécessaire]